# Альбета
Альбета (ісп. Albeta) — муніципалітет в Іспанії, у складі автономної спільноти Арагон, у провінції Сарагоса. Населення — 141 особа (2010).
Муніципалітет розташований на відстані близько 240 км на північний схід від Мадрида, 55 км на захід від Сарагоси.

## Демографія
Динаміка населення (INE ):